# Нёрдлингер, Герман фон
Герман фон Нёрдлингер (Hermann von Nördlinger, 13 августа 1818, Штутгарт — 19 января 1897, Людвигсбург) — немецкий учёный-лесовод, ботаник, энтомолог.

## Биография
Родился в семье лесовода. Окончил гимназию Эберхарда Людвига и Политехническую школу в Штутгарте. Затем некоторое время работал помощником лесника, позже изучал в Тюбингене лесное хозяйство и политологию, получив степень доктора философии. С 1842 года был профессором в Гран-Жуан в Бретани (однако полноценно занял её лишь спустя два года, когда в достаточной степени овладел языком), с 1845 года в Хоэнхайме и 1881—1891 годах в Тюбингене, после чего вышел в отставку. Некоторое время также занимал должность инспектора лесов в Хоэнхайме и Вюртемберге.
В 1860—1870 годах издавал основанный Пфейлем журнал «Kritische Blätter für Forst- und Jagdwissenschaft». В 1876 году основал Вюртембергскую лесную ассоциацию. В 1862 году получил Рыцарский Крест первого класса Ордена Фридриха, в 1875 году — Рыцарский крест 1-го класса Ордена Вюртембергской короны, что означало также представление личного дворянства, в 1888 году — Рыцарский крест Ордена Дубовой короны.

## Научные труды
Основные научные работы: «Die technischen Eigenschaften der Hölzer» (Штутгарт, 1860), «Die kleinen Feinde der Landwirthschaft» (Штутгарт, 1855; 2-е издание, 1869), «Der Holzring als Grundlage des Baumkörpers» (Штутгарт, 1872), «Querschnitte von 500 Holzarten» (11 томов, Штутгарт, 1852—1888), «Deutsche Forstbotanik» (Штутгарт, 1874—1875), «Anatomische Merkmale deutscher Wald- und Gartenholzarten» (Штутгарт, 1881), «Lehrbuch des Forstschutzes» (Берлин, 1884), «Lebensweise von Forstkerfen» (2 издания, Берлин, 1880), «Die gewerblichen Eigenschaften der Hölzer» (Штутгарт, 1890).